# NGC 2043
NGC 2043 je otvoreni skup u zviježđu Stolu. 

## Vanjske poveznice
- SEDS: NGC 2043